# 維利尚卡河

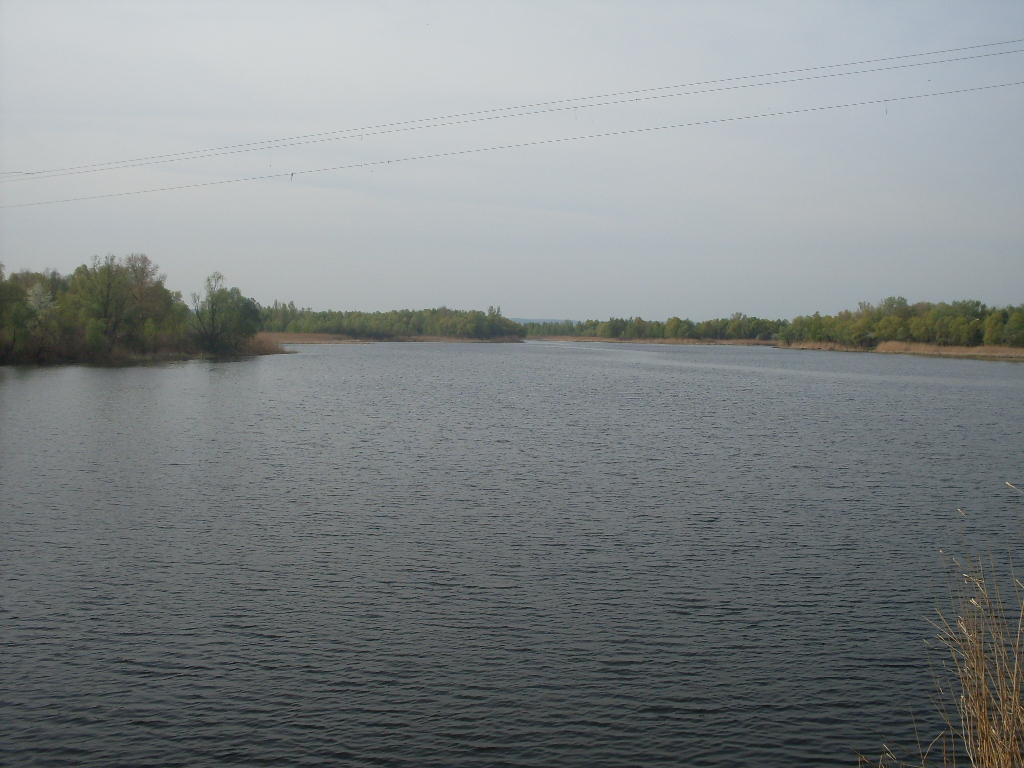

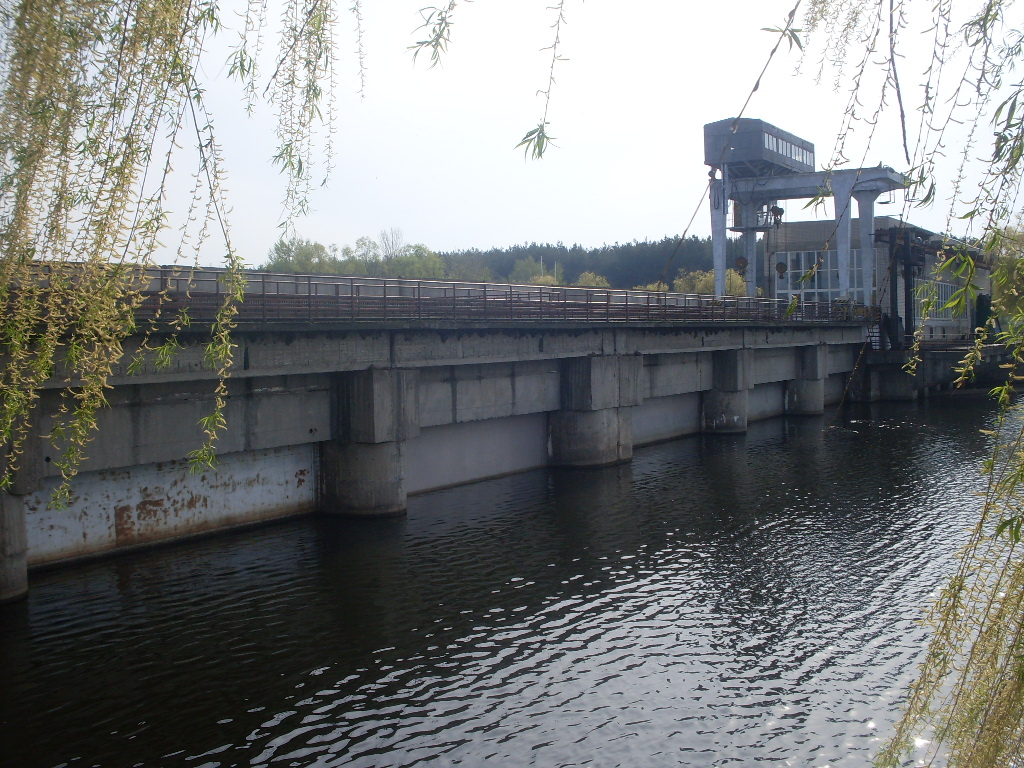

維利尚卡河（烏克蘭語：Вільшанка），是烏克蘭的河流，位於該國中部，屬於第聶伯河的支流，發源自佩季尼夫卡，流經切爾卡瑟州，河道全長100公里，流域面積1,260平方公里。